# Glassland
Glassland is een Ierse film uit 2014, geschreven en geregisseerd door Gerard Barrett. De film ging in première op 11 juli op het Galway Film Fleadh filmfestival en neemt deel aan de competitie van het Sundance Film Festival 2015 in de World Cinema Dramatic Competition.

## Verhaal
John is een jonge taxichauffeur in Dublin. In een poging zijn alcoholverslaafde moeder Jean te helpen, raakt hij verstrikt in de criminele wereld van mensenhandel.

## Rolverdeling
| Acteur               | Personage          |
| -------------------- | ------------------ |
| Will Poulter         | Shane              |
| Toni Collette        | Jean, Johns moeder |
| Jack Reynor          | John               |
| Michael Smiley       | Jim                |
| Melissa Maria Carton | Shane’s ex         |
| Laura Byrne          | Hoofdverpleegster  |
| Joe Mullins          | taxichauffeur      |
| Gary Ó'Nualláin      | Frank              |

## Prijzen & nominaties
| jaar | prijs                  | categorie                                           | genomineerde(n) | uitslag  |
| ---- | ---------------------- | --------------------------------------------------- | --------------- | -------- |
| 2015 | Sundance Film Festival | World Cinema Dramatic Special Jury Award for Acting | Jack Reynor     | Gewonnen |